# Брище (заказник загальнодержавного значення)
Бри́ще — загальнозоологічний заказник загальнодержавного значення в Україні. Розташований у межах Березнівського району Рівненської області, на захід від села Лінчин. 

## Опис
Площа 100 га, створена 1974 року. Перебуває у віданні Князівського лісництва. 
Охороняється ділянка заплави і борової тераси річки Бобер (притока Случі), що є місцем оселення бобрів та багатьох видів птахів. 
Рослинний покрив заказника типовий для Західного Полісся, переважають дуб звичайний, вільха. Річка Бобер має багато приток і стариць. Поширена заплавна рослинність — сосново-березовий ліс із сфагновим покривом (на лівому березі) та вільшняк (на правобережжі). Борова тераса поросла сосновими лісами. Рельєф дуже нерівний, часто чергуються горби та западини заповнені водою. У лісі зростають рідкісні для України види — комонник малий, борідник Прейса, астролаг пісковий. Види болотного різнотрав'я — осока, півники болотні, зозулин цвіт, фіалка болотна. 
Бобри в цих умовах добре розмножилися і згодом переселилися вниз по річці. У зв'язку з цим межі заказника довелось розширити.

## Галерея

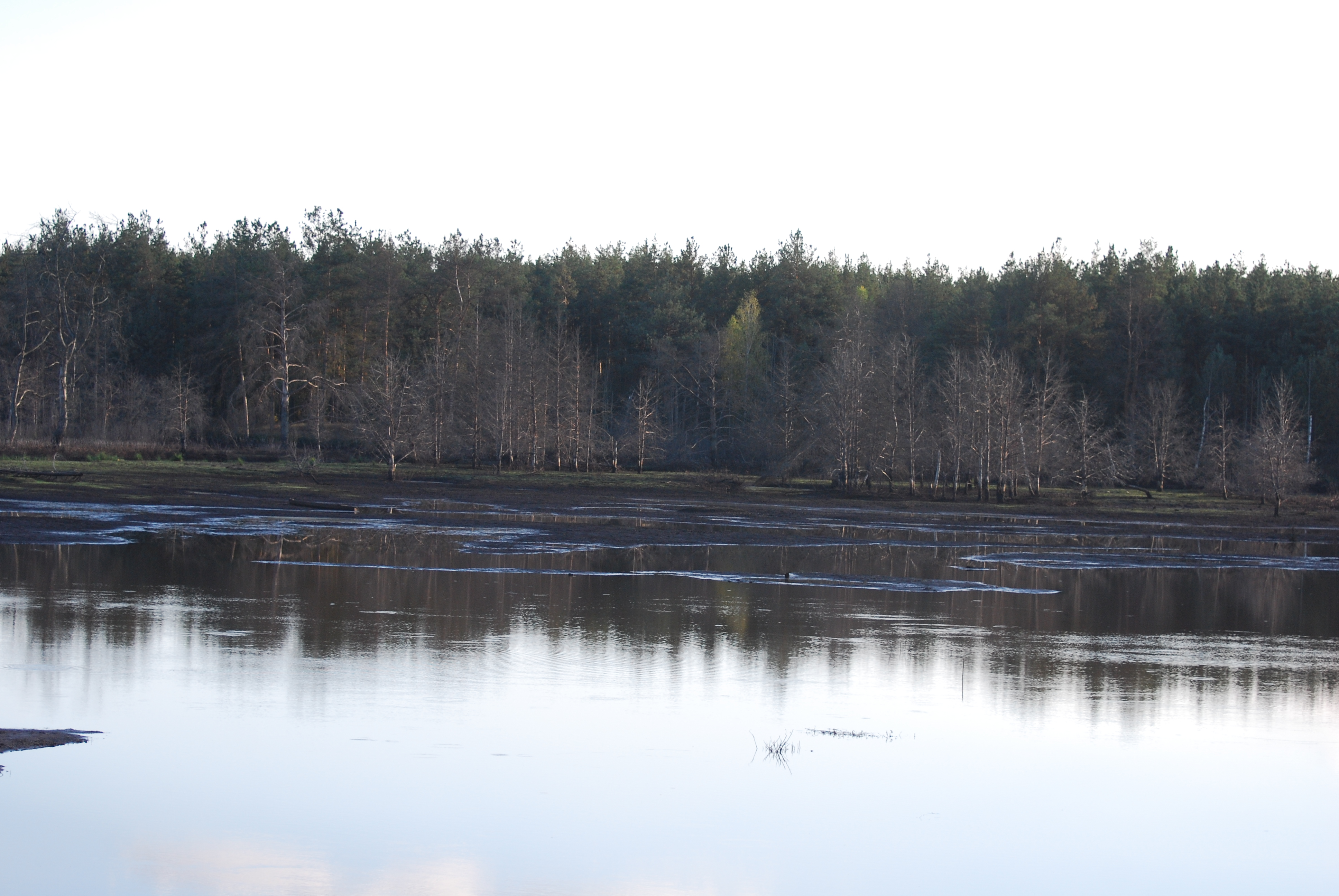
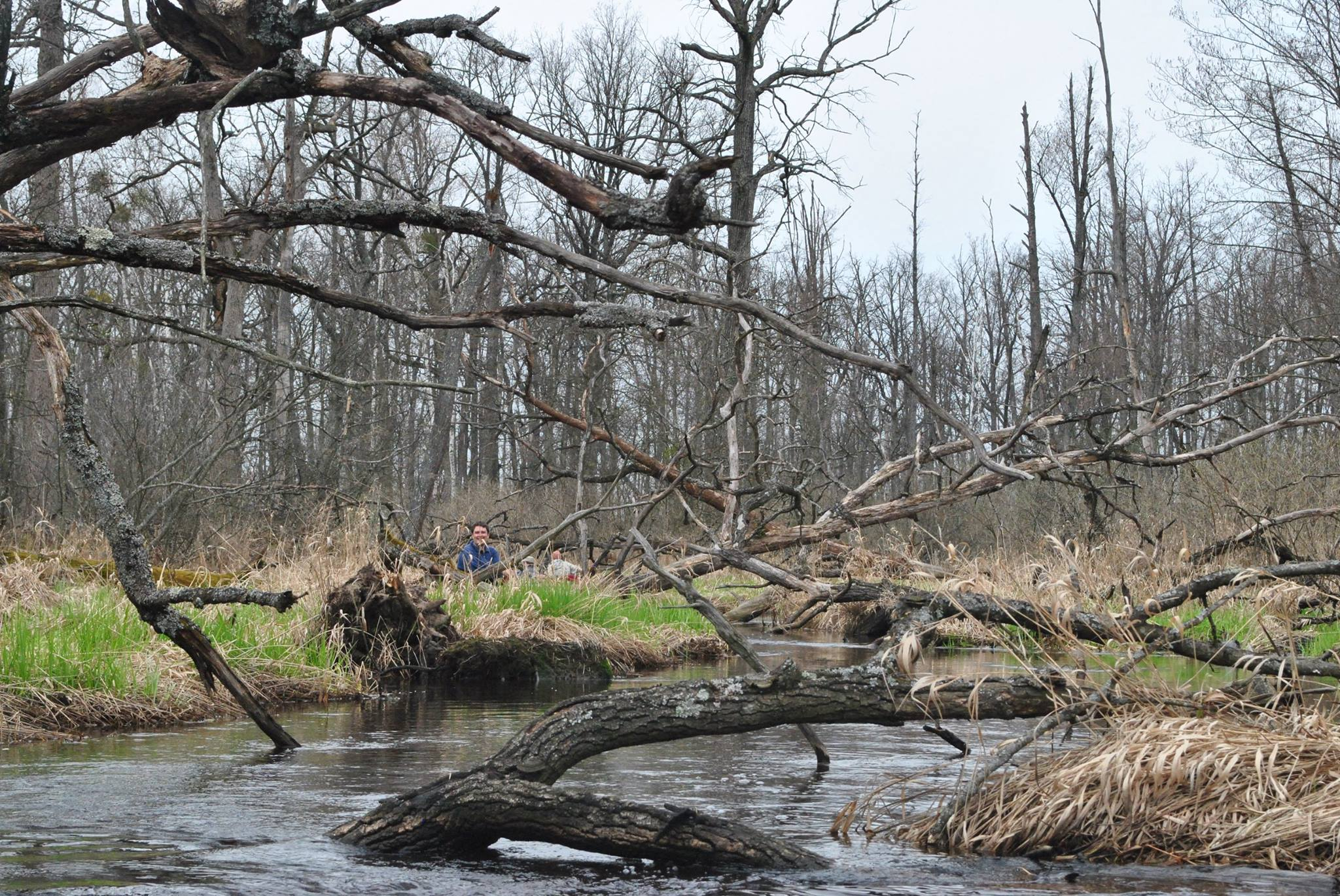
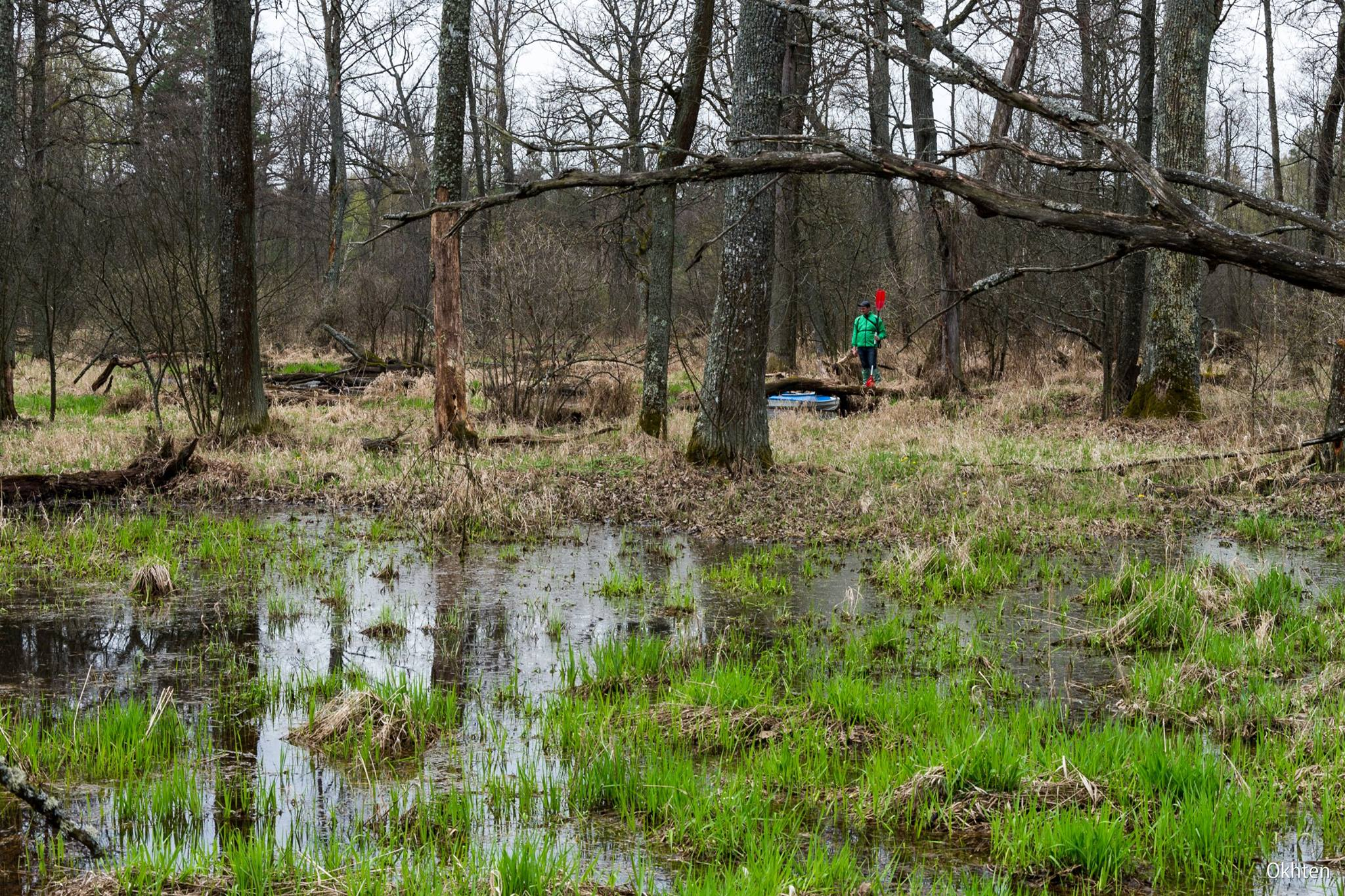